# Alfred Van der Smissen
Alfred Louis Adolphe Graves baron Van der Smissen (Brussel, 1 februari 1823 - Brussel, 16 juni 1895) was een Belgisch legerofficier.

## Levensloop
Van der Smissen werd geboren als tweede zoon van jhr. Jacques Van der Smissen, de officier die tot tweemaal toe deelnam aan een samenzwering tegen de nieuwe Belgische staat. Hij was opgevoed met de anglicaanse godsdienst van zijn moeder, de Engelse Louise Catherine Colleton Graves. Na een jarenlange ballingschap in Duitsland keerde de familie in 1839 terug naar België. De jonge Van der Smissen werd toegelaten tot de Militaire School in februari 1841 en studeerde af als onderluitenant in 1843. 
In 1851 kreeg hij de gelegenheid om, samen met twee andere Belgische officieren, in de rangen van het Franse Vreemdelingenlegioen deel te nemen aan de Franse expedities tegen de verzetsstrijders in Kabylië, onder het bevel van de beruchte generaal Saint-Arnaud. Hier legde hij de basis voor zijn faam als stoutmoedig officier. Na zijn terugkeer werd hij bevorderd tot luitenant (1852) en vervolgens tot kapitein (1855). Koning Leopold I gaf hem de erfelijke titel van baron (1857).
Wanneer Chazal in 1859 minister van Oorlog wordt, neemt hij Van der Smissen in dienst als aide de camp. Van der Smissen verliet zijn dienst in 1864 met de graad van majoor en kreeg nog hetzelfde jaar verlof om het bevel te nemen over het Belgisch Legioen, dat werd opgericht om de veiligheid te verzekeren van de Mexicaanse keizerin Charlotte, de dochter van koning Leopold I. Eens in Mexico stelde Van der Smissen zich niet tevreden met de rol van bewaker, en zocht hij, overeenkomstig zijn temperament, met zijn Belgisch legertje de confrontatie op met de Mexicaanse liberalen. Hij kreeg er tot zijn woede de nederlaag van Tacámbaro te slikken, een oneer die hij trachtte uit te wissen in het nabije La Loma. Aan het bloedige Mexicaanse avontuur kwam een einde toen de Franse regering in 1867 besloot haar troepen uit Mexico terug te trekken, en het Belgische Legioen hierdoor noodgedwongen naar huis moest terugkeren.
Kort na zijn terugkeer werd Van der Smissen door de nieuwe koning Leopold tot zijn ordonnansofficier benoemd. In 1869 werd hij bevorderd tot luitenant-kolonel. Eind 1870 kreeg hij het bevel over het Regiment Grenadiers en bleef, vanaf april 1871 als kolonel, aan het hoofd van deze elite-eenheid tot 1875, toen hij generaal-majoor werd. In 1879 werd hij bevorderd tot luitenant-generaal. In 1883 kreeg hij de prestigieuze functie van vleugeladjudant van de koning.
In 1877 werd hem de titel van baron verleend, overgaande met recht van eerstgeboorte.
Van der Smissen kwam nog eenmaal echt in actie, toen hij op 27 maart 1886 namens de regering-Beernaert de opdracht kreeg de stakingen in de Borinage te breken. Generaal Van der Smissen benaderde dit als een militaire campagne tegen guerrillastrijders zoals hij in Algerije en Mexico had meegemaakt, en liet zonder pardon door de burgerwacht het vuur openen op de stakers. Er vielen 24 doden. De ordehandhavers kregen felicitaties van de regering, maar kregen de wind van voren in de pers omdat zij de grondrechten van de stakers hadden geschonden.

## Affaires en kinderen
Van der Smissen is altijd vrijgezel gebleven. Uit een buitenechtelijke relatie met een Brusselse dame werd in 1855 wel een zoon geboren, ook Alfred geheten, die hij erkende en financieel steunde. 
Daarnaast wordt Van der Smissen aangewezen als de vader van de latere Franse generaal Maxime Weygand, die in 1867 te Brussel uit onbekende ouders werd geboren. Deze hypothese werd voor het eerst geopperd door de historicus André Castelot, die de bevestiging hiervoor uit de mond van koning Leopold III zou hebben vernomen. Weygands moeder zou mogelijk keizerin Charlotte zelf zijn. Volgens de Franse journalist Dominique Paoli was Weygand de zoon van Van der Smissen en prinses Mélanie von Metternich-Zichy, een hofdame van keizerin Charlotte.

## Einde carrière en dood
Van der Smissen zette in een reeks brochures zijn ideeën uiteen over de creatie van een nationaal leger door de invoering van de dienstplicht en de samensmelting van krijgsmacht en bevolking.
Op 67-jarige leeftijd bood Van der Smissen zijn ontslag uit actieve dienst aan bij het Ministerie van Oorlog. Hij hield zich evenwel ter beschikking voor zover zijn krachten het hem toelieten.
In zijn testament, enkele maanden voor zijn dood, onterfde hij zijn natuurlijke zoon, en benoemde zijn jongere broer Adolphe, met wie hij een nauwe relatie onderhield, tot universeel erfgenaam.
Hij pleegde zelfmoord, in zijn woning in de Hamerstraat te Brussel, door zich voor de spiegelkast een kogel door het hoofd te schieten. Een maand later volgt ook zijn broer Adolphe dezelfde weg. Merkwaardig genoeg sterven ook de twee andere broers William en Ernest binnen een paar maanden.
Op Van der Smissens begrafenis op de begraafplaats van Brussel (Evere) waren Filips, graaf van Vlaanderen, en diens zoon Albert aanwezig.

## Publicaties
- L'organisation des forces nationales (armée et garde civique), Brussel, 1879.
- Les forces nationales, Brussel, 1880.
- Le service personnel, et la loi de milice, Brussel, 1887.
- Souvenirs du Mexique, Brussel, 1892.

## Onderscheidingen
- België:
  - Grootofficier in de Leopoldsorde
  - Militair Kruis
- Frankrijk: Commandeur Legioen van Eer
- Rusland: Grootkruis met Briljanten Orde van Sint-Anna
- Spanje: Grootkruis Orde van Karel III.
- Grootkruis met Briljanten Orde van de Rode Adelaar, Pruisen.
- Ridder 1ste Klasse Prinselijke Huisorde van Hohenzollern.
- Grootlint Orde van Aviz, Portugal.
- Ridder 1ste klasse Orde van de Gouden Leeuw van Nassau, Luxemburg.
- Onderscheiding 1ste klasse Orde van de Leeuw en de Zon, Perzië.
- Medaille 3de klasse Orde van Mejidie, Turkije.
- Ridder Leopoldsorde, Oostenrijk.
- Ridder Kroonorde, Pruisen.

Wegens zijn verdienste als officier kreeg hij ook verschillende Mexicaanse onderscheidingen tijdens het kortstondige Mexicaanse keizerrijk:
- Commandeur Orde van Onze Lieve Vrouwe van Guadalupe, Mexico .
- Officier Orde van de Mexicaanse Adelaar, Mexico.
- Medaille voor Militaire Verdienste, Mexico.
- Medaille voor de Campagne in Mexico, Frankrijk.